# Bovernier
Bovernier je obec v západní (frankofonní) části Švýcarska, v kantonu Valais. Žije zde 893 obyvatel.

## Geografie

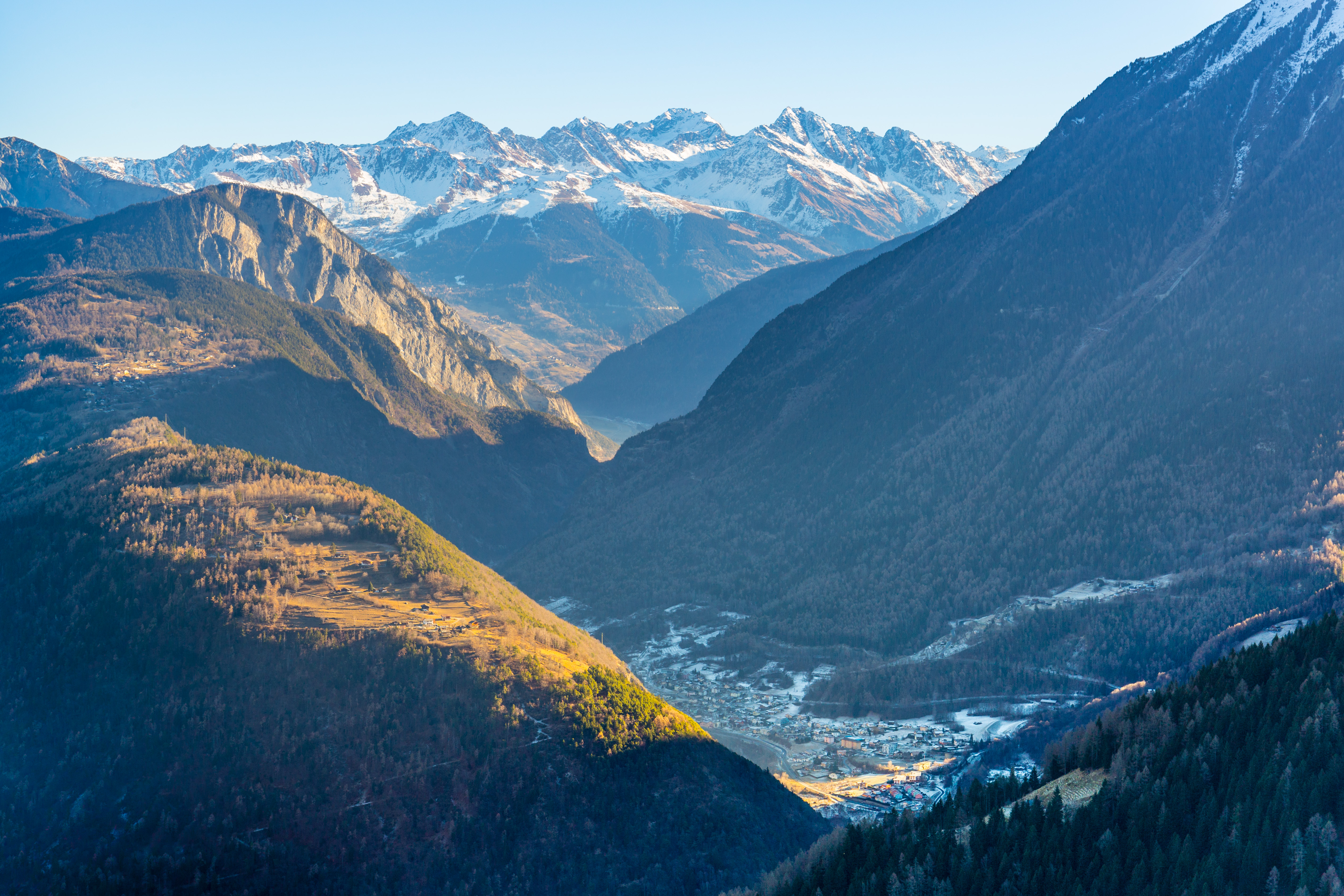
Bovernier

Bovernier se nachází jižně od Martigny v údolí Val d’Entremont a skládá se ze dvou místních částí Bovernier a Les Valettes na silnici H21 vedoucí na průsmyk Sv. Bernarda. Sousedními obcemi Bovernieru jsou Martigny na severu, Val de Bagnes na severovýchodě, Sembrancher na východě, Orsières na jihu a Martigny-Combe na západě.

## Historie
Obec je poprvé zmiňována v roce 1228 jako Burgus Warnierus. Ve středověku byla závislá na savojských hrabatech. V letech 1475–1536 patřilo Bovernier k okresu dolní Valais, v letech 1536–1798 k Saint-Maurice. Poté byla obec odtržena od Entremontu a stala se součástí Zendenu neboli okresu Martigny. Obec patřila k farnosti Sembrancher až do roku 1747, kdy byla povýšena na samostatnou farnost. V roce 1752 byla kaple svatého Theodula z roku 1445 nahrazena stávajícím pozdně barokním kostelem (rozšířeným v roce 1935). Obec, zaměřená zejména na vinařství a chov dobytka, která byla v dřívějších dobách chudá, byla v roce 1910 připojena k železnici. V 60. letech 20. století byla rozšířena silnice do obce, která byla od roku 1817 několikrát upravována.

## Obyvatelstvo
| Rok            | 1850 | 1900 | 1950 | 2000 | 2010 | 2011 | 2012 | 2013 | 2014 | 2015 | 2016 |
| Počet obyvatel | 300  | 476  | 557  | 733  | 815  | 841  | 868  | 835  | 875  | 850  | 880  |

V roce 2000 hovořilo 98,0 % obyvatel obce francouzsky. V roce 2000 se k církvi římskokatolické hlásilo 92,4 % obyvatel, k švýcarské reformované církvi 2,3 % obyvatel.

## Doprava
Bovernier leží na hlavní silnici 21 do na Velký Svatobernardský průsmyk a na železničních tratích Martigny–Orsières (vedoucí údolím Val d’Entremont) a Martigny – Le Châble. Silnice 97 vede z místní části Les Valettes do Champex-Lac.

## Fotogalerie

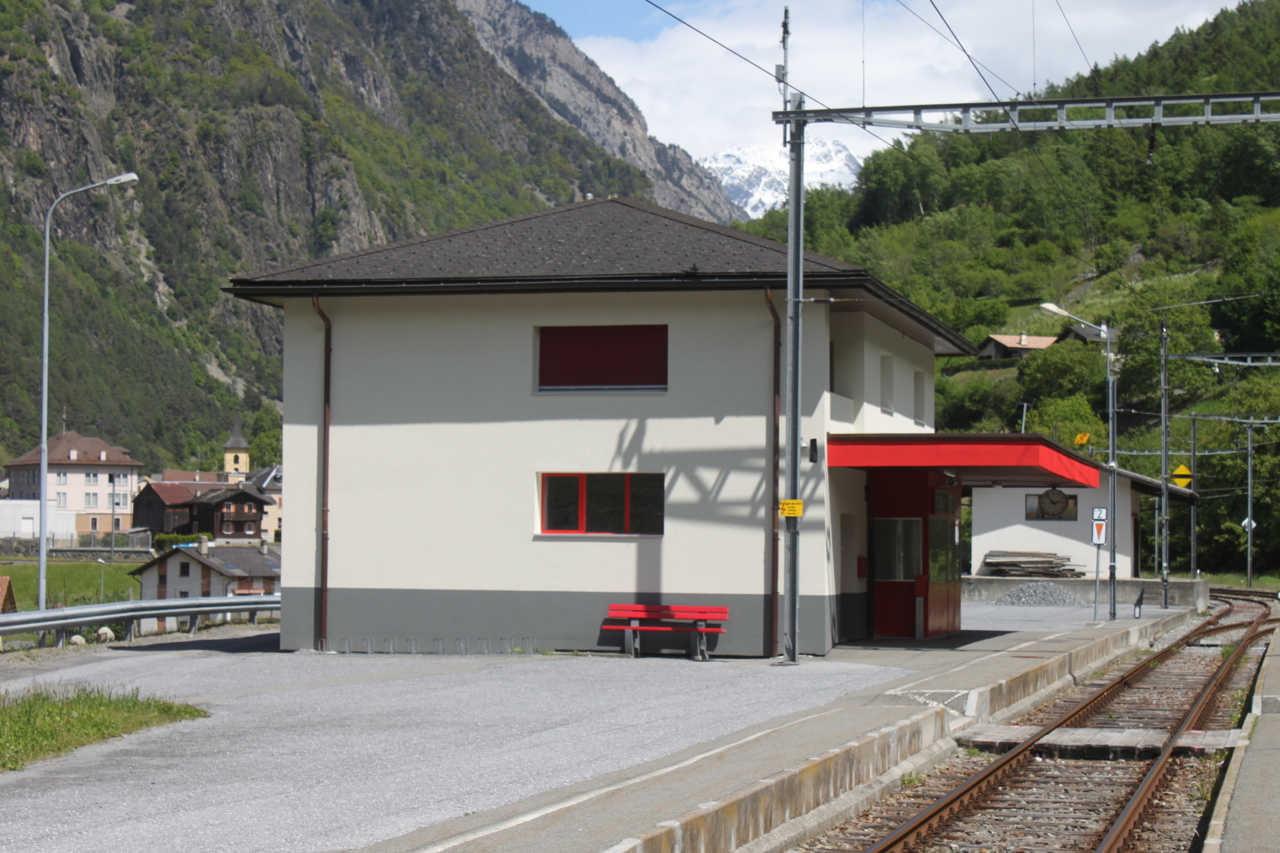
Železniční stanice
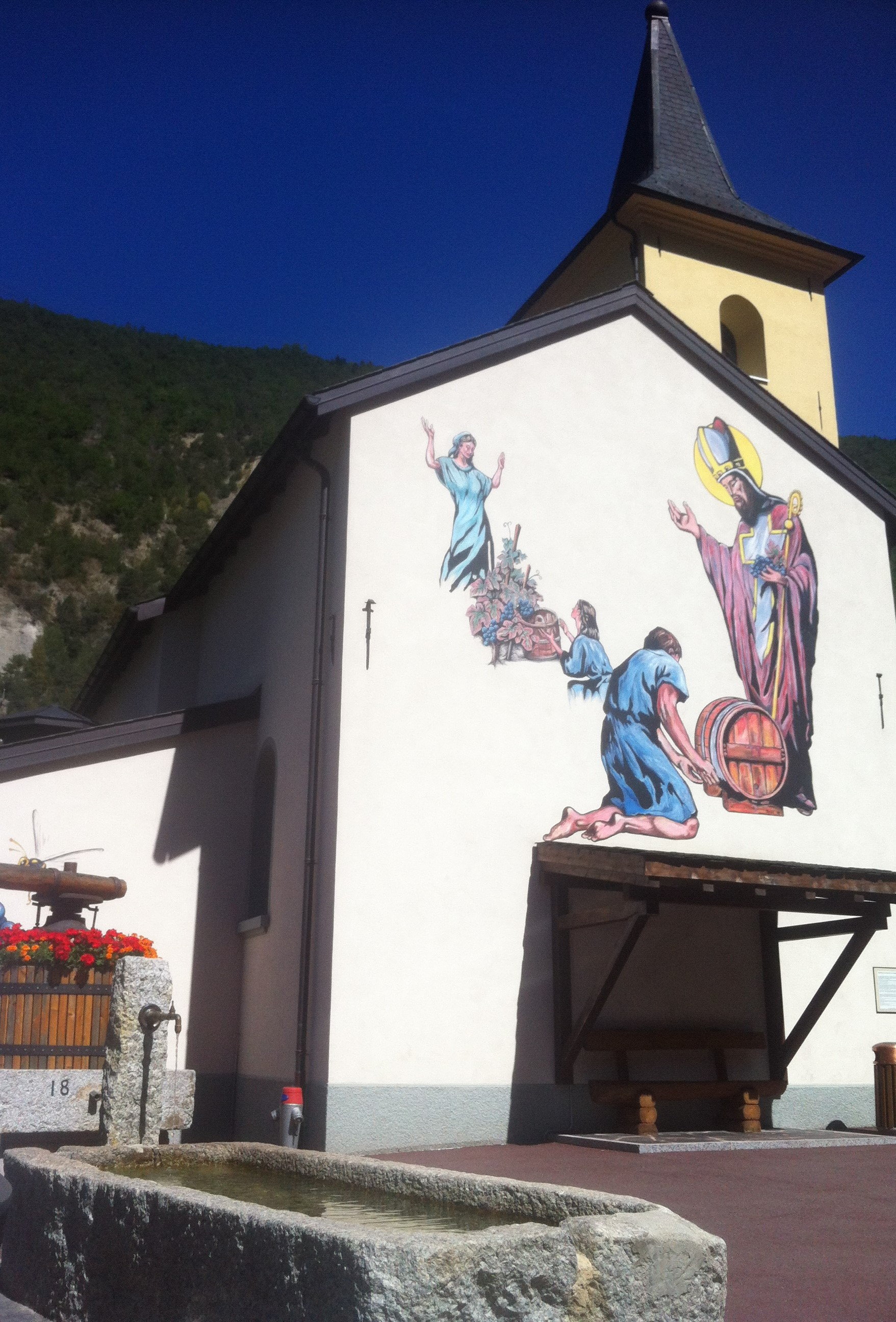
Kostel
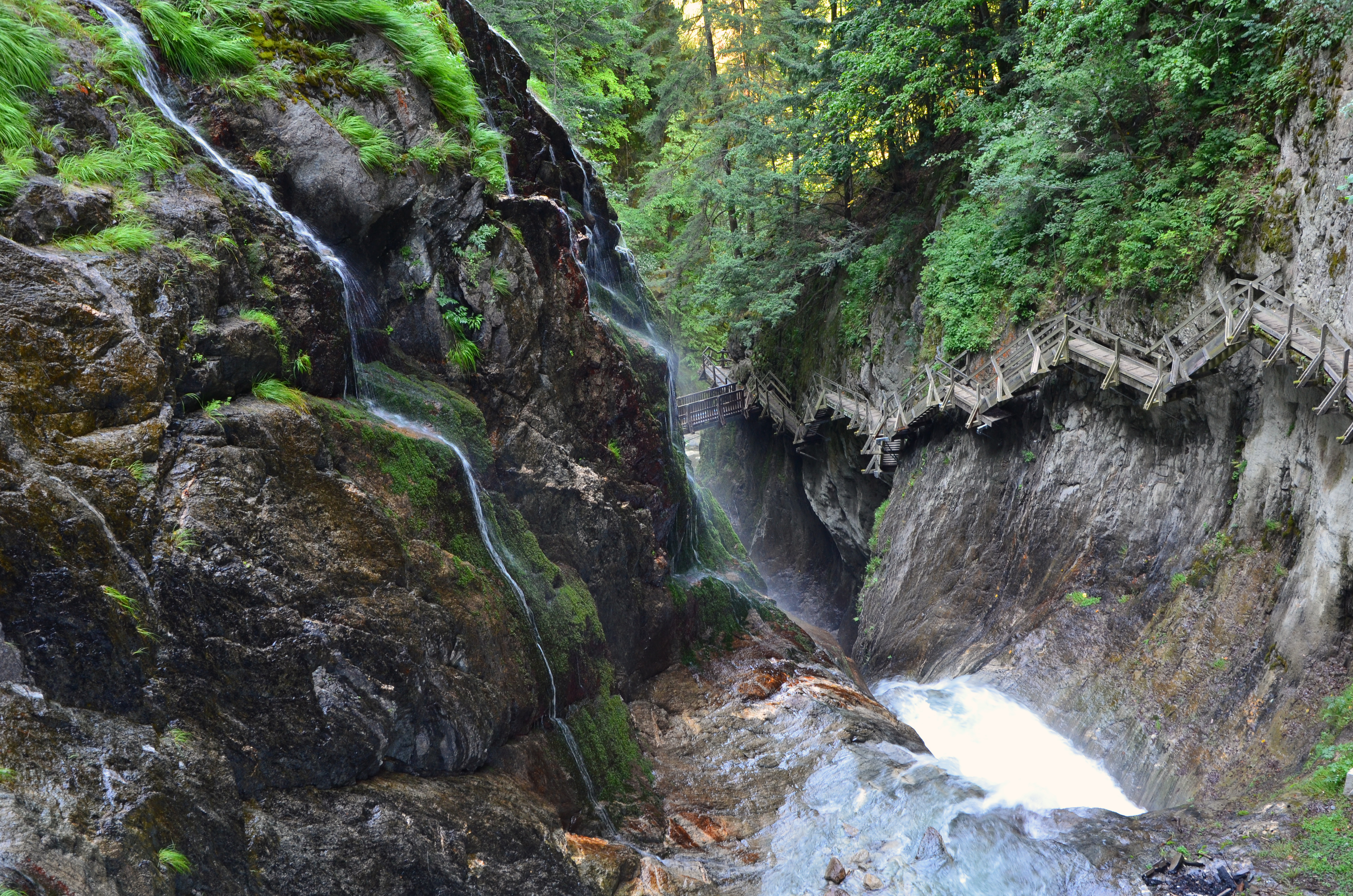
Soutěska Les Gorges du Durnand
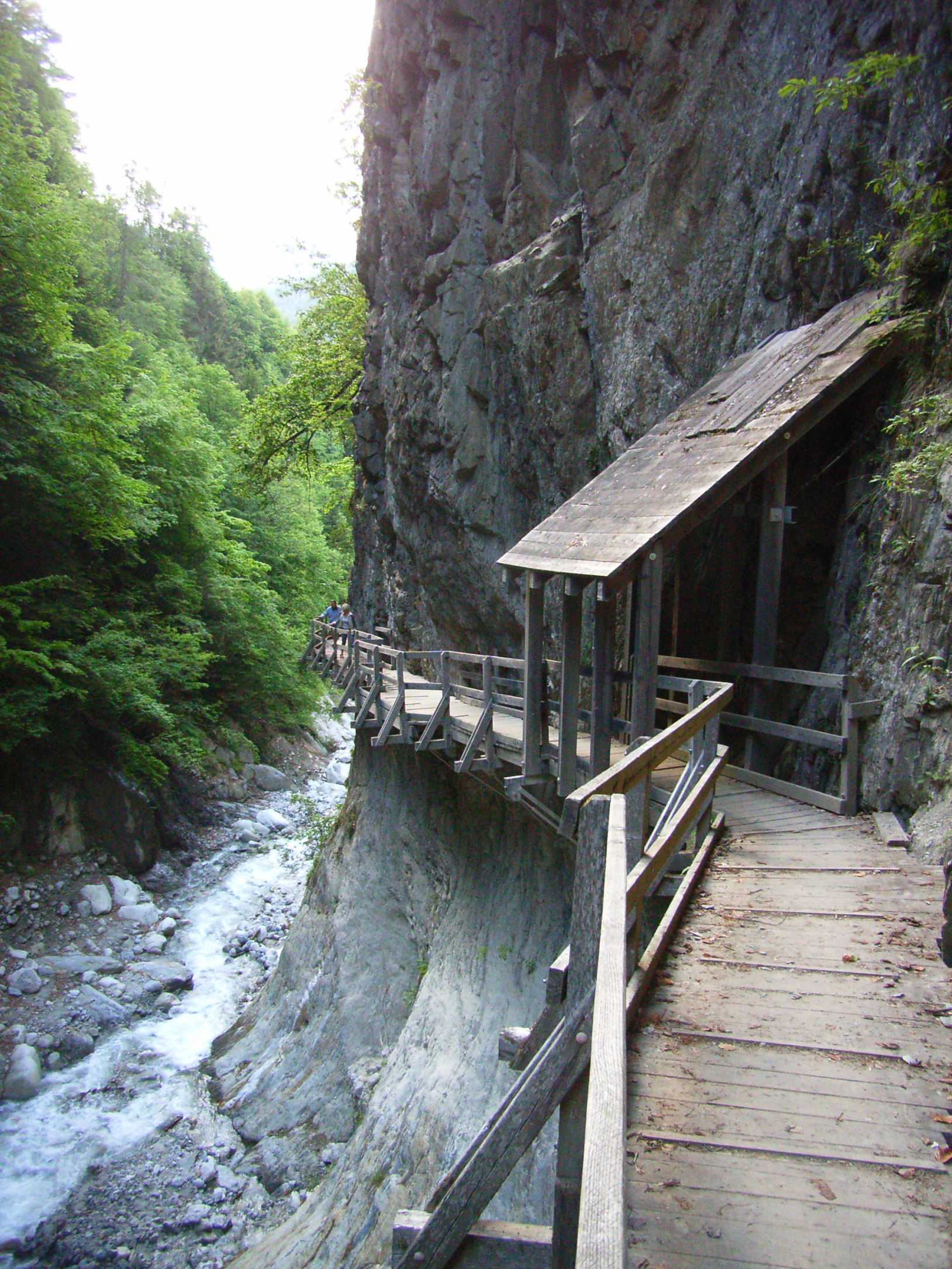
Soutěska Les Gorges du Durnand